# Анкарагюджю
МКЕ «Анкарагюджю» (тур. Makina Kimya Endüstrisi Ankaragücü) — турецький футбольний клуб з міста Анкара. Клуб належить абазино-черкеській діаспорі цього міста.
Виступає в другому дивізіоні — Першій лізі. Матчі проводить на стадіоні «19 маїс» (19 травня).

## Історія
Клуб засновано 1910 року як «Туран Санаткарагюджю». Після об'єднання 1938 року з командою «Алтін Ерс Ідман Юрду» новий клуб отримав назву «АС-ФА Гюджю», яку 1948 року змінено на «Анкарагюджю». Клубними кольорами є жовтий і синій.  
З 1959 року доволі успішно виступав у вищому дивізіоні. У 2012 році клуб вибув до Першої ліги чемпіонату Туреччини. 

## Досягнення
- Чемпіонат Туреччини: 1-е місце (1949)
- Кубок Туреччини з футболу: володар кубка (1971/72, 1980/81)
- Суперкубок Туреччини з футболу: володар суперкубка (1981)

## Виступи в єврокубках
Кубок Кубків УЄФА:
| Сезон     | Раунд |           | Клуб               | Рахунок  |
| --------- | ----- | --------- | ------------------ | -------- |
| 1972—1973 | 1/16  | Англія    | «Лідс Юнайтед»     | 1-1, 0-1 |
| 1973—1974 | 1/16  | Шотландія | «Глазго Рейнджерс» | 0-2, 0-4 |
| 1981—1982 | 1/16  | СРСР      | СКА Ростов-на-Дону | 0-2, 0-3 |

Кубок УЄФА:
| Сезон     | Раунд |                   | Клуб                | Рахунок  |
| --------- | ----- | ----------------- | ------------------- | -------- |
| 1999—2000 | Q     | Фарерські острови | Б36 Торсгавн        | 1-0, 1-0 |
| 1999—2000 | 1R    | Іспанія           | «Атлетіко» (Мадрид) | 1-0, 0-3 |
| 2002—2003 | 1R    | Іспанія           | «Депортіво Алавес»  | 1-2, 0-3 |

## Відомі гравці
- Емре Гюнгер
- Хамі Мандирали
- Ільхан Мансиз
- Фатіх Текке
- Хасан Шаш
- Сантьяго Сальседо